# 両手捻り
両手捻り(もろてひねり)は、大相撲においてかつてマスコミにより報道及び記録されていた決まり手の一つ。現行の公式決まり手82手の体系には含まれていない。
捻り系の技であり、相手の両手を取って捻り倒す技とされる。公式決まり手制定以前では、以下の取組が「両手捻り」として記録されている。
- 昭和16年1月場所11日目　○羽黒山－櫻錦×
- 昭和19年1月場所14日目　○相模川－佐賀ノ花×
- 昭和26年9月場所10日目　○廣瀬川－吉田川×
- 昭和27年5月場所10日目　○廣瀬川－五ッ洋×
- 昭和29年1月場所6日目　○朝潮－時津山×